# Álvaro Pérez Intriago
Álvaro Pérez Intriago (Quito, 10 de agosto de 1936-Quito, 2 de agosto de 2016) fue un abogado y político ecuatoriano. Entre los principales cargos que ocupó destacan alcalde de Quito, prefecto de Pichincha y diputado en varios periodos legislativos del Congreso Nacional.

## Biografía
Nació el 10 de agosto de 1936 en la ciudad de Quito. Realizó sus estudios secundarios en la Academia Militar Ecuador de su ciudad natal, y los superiores en la Universidad Americana de Washington y en la Universidad Católica del Ecuador, donde obtuvo el título de abogado.
Inició su vida pública en 1967 como concejal de Quito. En 1970 fue elegido prefecto provincial de Pichincha, apoyado por la Izquierda Democrática. Durante su administración destacan la construcción de la autopista al Valle de los Chillos y a la Ciudad Mitad del Mundo. Su periodo en la prefectura se extendió hasta 1976.
En las elecciones seccionales de 1978 fue elegido alcalde de Quito, y durante su periodo elaboró un plan de desarrollo urbano que abarcaba hasta el año 2012, llevando a cabo la implementación de un ambicioso plan vial que incluyó la construcción de las avenidas Occidental y Eloy Alfaro y la ampliación de las avenidas 10 de agosto y 6 de diciembre. También fue notoria la construcción del mercado mayorista del sur de Quito, el Parque La Carolina y de la Terminal Terrestre del Cumandá. En 1982 Pérez renunció a la alcaldía y asumió Luis Andrade Nieto de forma interina.
En las elecciones legislativas de 1984 fue elegido diputado nacional en representación de la provincia de Pichincha por el Partido Liberal Radical Ecuatoriano, para el periodo 1984-1986. En 1990 se desafilió del partido liberal.
En las elecciones legislativas de 1996 fue elegido diputado en representación de Pichincha bajo el auspicio del Partido Social Cristiano. En las elecciones de 1998 fue reelecto al cargo, pero fue separado del partido luego de apoyar la amnistía de los militares que participaron en el golpe de Estado de 2000 en que se desterró al presidente Jamil Mahuad. Pérez continuó votando junto al bloque socialcristiano, por lo que las diferencias con el partido pronto se resolvieron.
En las elecciones presidenciales de 2002 fue el binomio del candidato Xavier Neira, del Partido Social Cristiano, obteniendo el quinto lugar en las votaciones.
A finales de mayo de 2005 fue propuesto como embajador de Estados Unidos por el presidente Alfredo Palacio. Sin embargo, en agosto del mismo año su nombre fue retirado de consideración luego de la tardanza de casi tres meses del gobierno estadounidense en aceptar el nombramiento.
Falleció el 2 de agosto de 2016 en la ciudad de Quito, el Municipio decretó tres días de luto ante la noticia.